# Tigerstripes
Tigerstripes är en sorts mönster på slingor i håret som blivit populärt inom stilen scene.
Mönstret består av blekta eller färgade ränder på tvären i delar av håret. Slingorna kan göras hos en frisör eller hemma men det finns också färdiga slingor med löshår att köpa. Färgerna varierar men ofta är det svart och rött, rosa eller lila. Namnet kommer antagligen av att ränderna ser ut som tigerns ränder i pälsen. Det engelska ordet för tigerstripes, coon tails börjar bli alltmer populärt att säga bland scene-kretsarna i Sverige.